# Ränni (vid Pakinainen, Nådendal)
Ränni är en ö i Finland. Den ligger i Skärgårdshavet vid Pakinainen i kommunen Nådendal i landskapet Egentliga Finland, i den sydvästra delen av landet. Ön ligger omkring 37 kilometer väster om Åbo och omkring 180 kilometer väster om Helsingfors.
Öns area är 2,9 hektar och dess största längd är 250 meter i sydöst-nordvästlig riktning.